# Цителубани
Цителубани (груз. წითელუბანი) — село в Грузии, на территории Горийского муниципалитета края (мхаре) Шида-Картли.

## География
Село находится в центральной части Грузии, на расстоянии приблизительно 11 километров (по прямой) к северо-востоку от города Гори, административного центра муниципалитета. Абсолютная высота — 717 метров над уровнем моря.

## Население
По результатам официальной переписи населения 2014 года в Цителубани проживало 454 человека (219 мужчин и 235 женщин). В национальной структуре населения грузины составляли 65,9 %, осетины — 32,4 %, азербайджанцы — 1,5 %.
| Год  | Население, человек |
| ---- | ------------------ |
| 2002 | 610                |
| 2014 | ↘ 454              |